# АЭС Неккарвестхайм
Атомная электростанция Неккарвестхайм (нем. Kernkraftwerk Neckarwestheim) — атомная электростанция в Германии мощностью 2240 МВт (до марта 2011 года, когда было решено остановить первый блок из двух построенных). Мощность второго реактора, который ещё эксплуатируется, составляет 1400 МВт. АЭС будет закрыта последней по плану отказа от ядерной энергетики в Германии. АЭС принадлежит компании EnBW Kernkraft GmbH. 15 апреля 2023 года, в рамках плана поэтапного отказа Германии от атомной энергетики, после трехмесячной задержки, была закрыта вместе с двумя другими последними работающими АЭС Германии: АЭС Изар и АЭС Эмсланд.

## Данные энергоблока
АЭС имеет один энергоблок:
| Энергоблок               | Тип реактора                       | Нетто- мощность | Брутто- мощность | Начало строительства | Синхронизация с электросетью | Коммерческая эксплуатация | Закрытие   |
| ------------------------ | ---------------------------------- | --------------- | ---------------- | -------------------- | ---------------------------- | ------------------------- | ---------- |
| Neckarwestheim 1 (GKN 1) | водо-водяной ядерный реактор (PWR) | 785 MВт         | 840 MВт          | 01.02.1972           | 03.06.1976                   | 01.12.1976                | 16.03.2011 |
| Neckarwestheim 2 (GKN 2) | водо-водяной ядерный реактор (PWR) | 1310 MВт        | 1400 MВт         | 09.11.1982           | 03.01.1989                   | 15.04.1989                | 15.04.2023 |